# Gorgyrella
Gorgyrella es un género de arañas migalomorfas de la familia Idiopidae. Se encuentra en África austral y África oriental. 

## Lista de especies
Según The World Spider Catalog 11.5:
- Gorgyrella hirschhorni (Hewitt, 1919)
- Gorgyrella inermis Tucker, 1917
- Gorgyrella namaquensis Purcell, 1902
- Gorgyrella schreineri Purcell, 1903